# Anton Hetz
Anton Hetz (* 6. Dezember 1830 in Kaprun; † 13. April 1900 ebenda) war ein österreichischer Tischlermeister, Krämer, Bergführer und Alpinist.

## Leben
Schon früh wurde er als Edelweißsucher und Hirte mit der Hochgebirgslandschaft der Hohen Tauern vertraut. Als Bergführer wurde er aber erst 1868 autorisiert. Hetz zählt man zu den Früherschließern der Hohen Tauern.
Als erster und allein erstieg er vor 1869 den Hochtenn von der Kapruner Seite. 1868 gelang seinem Bruder Peter, ihm und dem Bergführer Brandtner die zweite Überschreitung der Oberen Ödwinkelscharte und die dritte Überschreitung der Bockkarscharte sowie (mit einem Berliner Touristen) die zweite Besteigung des Schmiedinger.
1869 bestiegen Hetz und sein Bruder Alois vom Mooserboden aus als erste die Keilscharte und den Mittleren Bärenkopf (Abstieg zur Pasterze); 1871 überschritt er allein die Wiesbachtörlscharte (dritte Überschreitung), später noch einmal mit Bergführer Kederbacher und A. Kaindl (Linz); 1876 bestiegen der Bergführer Marcher aus Kaprun und er als erste die Schmiedingerscharte.